# Convento de Santo Domingo (Soria)
El convento de Santo Domingo de la ciudad de Soria (España) fue un antiguo convento de dominicos que se encuentra adosado a la antigua iglesia románica de Santo Tomé.
En la actualidad está ocupado por las monjas de la orden de Santa Clara y entre sus muros vivió Sor Clara de la Concepción Sánchez, declarada Venerable Madre por el Papa Francisco el 3 de abril de 2014. En 2017, por medio de la Penitenciaría Apostólica, el pontífice concedió un Año Jubilar a las hermanas Clarisas de Soria con ocasión de los 75 años de la exposición permanente de Jesús Eucaristía.

## Historia
En el año 1549 Beltrán Coronel, maestre-escuela de la catedral de Osma, natural de Soria, comunicó con su prelado, el obispo Acosta, el objetivo de instalar un convento de la orden de Santo Domingo de Guzmán, pidiendo que se suprimiera la parroquia de Santo Tomé y se le concediera la iglesia, con lo que solo tendría que edificar el convento. Tal supresión no fue concedida debido a que la parroquia era una de las principales de la ciudad; sin embargo concedió la incorporación de ésta al convento, de manera que en adelante la utilizaran los monjes sin otra obligación que la de presentar para su nombramiento ante el obispo, al cura encargado de su servicio. Apoyada la pretensión, Beltrán Coronel, consiguió de los pontífices Gregorio III y Pío V una bula para fundar el convento, con la iglesia y parroquia de Santo Tomé anejas.
Provisionalmente se instalaron los monjes en una casa de la familia de Santa Cruz, en la calle Caballeros, mientras se compraba el solar y construía la obra que se comenzó en el año 1570. Beltrán Coronel dotó con las rentas de una capellanía en Almajano y el beneficio de Velilla y Renieblas, a lo que se agregaron después el tercio y quinto de los bienes de su madre, Isabel, y otras rentas.
El edificio se levantó dejando, entre él y la iglesia de Santo Tomé, una calle que conducía a la plaza de los Mercedarios; pero en 1586 solicitaron al Ayuntamiento de la ciudad el permiso para cerrar la calle e incorporar el convento a la iglesia, apelando a que aquella calle no tenía tránsito y no había inconveniente en cerrarla y además los monjes no podían celebrar cómodamente los maitines y otros oficios que por su regla debían tener lugar de noche. El Ayuntamiento accedió a la petición.
A principios del siglo XIX el convento fue desamortizado. En 1854, las monjas de Santa Clara junto con las de la Concepción, se trasladaron a este convento desde una casa contigua a la desaparecida iglesia de San Clemente debido a la utilización en 1834 de la iglesia y el convento de Santa Clara para cuartel, por su posición estratégica en una zona elevada de la ciudad y de la destrucción en la Guerra de la Independencia del convento de la Concepción. A finales del siglo XIX se suprime la parroquia de Santo Tomé, llamándose la iglesia en la actualidad, iglesia de Santo Domingo.
Una de sus más ilustres moradoras fue la Venerable Clara (1902-1973) que ejerció de Sacristana, Tornera, Ropera, Vicaria, Ecónoma y Abadesa, este último cargo durante 17 años.

## Descripción
El convento se caracteriza por la sobriedad y la sencillez. Destaca, en su fachada de mampostería, una galería de arcos construidos con ladrillos situada en el piso superior.
Se manifiesta claramente la zona añadida a finales del siglo XVI, que ocupa la calle clausurada. En este paño se puede observar un arco cegado sobre el que se encuentran algunos escudos borrados. Sobre el tejado, aparece una pequeña espadaña de ladrillo con dos campanas.

## Año Jubilar
El papa Francisco, por medio de la Penitenciaría Apostólica, concedió en 2017 un Año Jubilar a las hermanas Clarisas de Soria con ocasión de los 75 años de la exposición permanente de Jesús Eucaristía. Fue la entonces abadesa de la comunidad y hoy Venerable, Madre Clara Sánchez de la Concepción, quien vio la necesidad de tener expuesto permanentemente el sacramento en su comunidad de hermanas pobres de Santa Clara. Desde el 11 de agosto de 1942, es adorado día y noche, permaneciendo la iglesia de Iglesia de Santo Domingo (Soria).